# Аджитарово (Челябинская область)
Аджита́рово — деревня в Чебаркульском районе Челябинской области. Входит в Бишкильское сельское поселение. Основана в середине XVIII века башкирами Айлинской волости (род Айле, баш. Әйле) во главе с походным старшиной Аджитаром Каранаевым.

## География
Деревня расположена на берегу реки Бишкиль. Рельеф — полуравнина (Зауральский пенеплен); ближайшие высоты — 277 и 319 м над уровнем моря. Ландшафт — лесостепь. К востоку простирается лесной массив, к западу местность открытая, к югу и северу — многочисленные болота.
Расстояние до центра сельского поселения, посёлка Бишкиль 2 км, до районного центра, Чебаркуля 40 км.

## История
Деревня основана в середине XVIII века в черте Чебаркульской крепости башкирами Айлинской волости во главе с походным старшиной Аджитаром Каранаевым; названа его именем. По другим сведениям, в 1763 году это название получил ранее существовавший башкирский аул Азаматово. В 1873 деревня Аджитарово входила в состав Чебаркульской станицы, с 1886 — Травниковской. В XIX веке жители Аджитарово были зачислены в казаки Оренбургского казачьего войска. К концу XIX века действует деревянная мечеть, некоторые источники считают наиболее старой действующей мечетью Южного Урала, приводя 1821 год в качестве даты открытия. В построенной до XIX века старой саманнной мечети после открытия новой разместилось медресе.
В период Гражданской войны здесь проходили боевые действия между 232-м стрелковым полком Двадцать шестой стрелковой дивизии красных и частями Волжской группы войск белых, в ходе которых Аджитарово 23 июля 1919 заняли войска красных. Саманное здание медресе было разрушено при отступлении белых, мечеть закрыта в 1936, в её здании размещались пионерлагерь для детей работников железной дороги, склады, колхозная контора и национальная школа с преподаванием на башкирском языке; в 1992 году начаты работы по восстановлению мечети.
В советский период в деревне размещалась бригада совхоза «Медведевский».

## Население
VI ревизия (1811 год) зафиксировала 21 двор, где учтены 59 башкир мужского пола.
В 1866 году — 29 дворов и 162 казака-башкира.
В 1873 году население выросло до 187 человек, к 1900 году достигло максимума — 372, в 1970—365, в 1983—191, в 1995 — 87.
| 1811 | 1866 | 1873 | 1900 | 1970 | 1983 | 1995 |
| ---- | ---- | ---- | ---- | ---- | ---- | ---- |
| 59   | ↗162 | ↗187 | ↗372 | ↘365 | ↘191 | ↘87  |
| 2002 | 2010 |      |      |      |      |      |
| ↗114 | ↘100 |      |      |      |      |      |

По данным Всероссийской переписи, в 2010 году численность населения деревни составляла 100 человек (53 мужчины и 47 женщин).
Проживают башкиры.

## Улицы и транспорт
Уличная сеть деревни состоит из 3 улиц и 1 переулка.
Общественного транспорта в деревне нет. Ближайший населённый пункт с транспортом — Бишкиль, где есть остановки маршруток и автобусов, а также железнодорожная станция, связанная пригородными поездами с Челябинском и Златоустом.

## Религия
Мечети
- Мечеть